# Nicolas Léonicène
Nicolas Léonicène (en latin Nicolaus Leonicenus, voire Leoninus) est un médecin et humaniste italien, né en 1428 à Vicence, et mort en 1524 à Ferrare.

## Biographie
Disciple de Ognibene da Lonigo (Omnibonus Leonicenus, 1412-1500) et de Pietro Roccabonella Veneziano (†1491), professeur à la faculté de médecine de Padoue, Léonicène étudia d'abord à Vicence avant d'étudier la médecine et la philosophie à l’Université de Padoue. Il obtint le grade de docteur en 1453, et dut enseigner quelque temps dans la ville. On sait qu'en 1464 il rejoignit l'Université de Ferrare, où il enseigna d'abord les mathématiques, puis la philosophie, et enfin la médecine.
En 1490 il est en correspondance avec un collègue de Florence, Ange Politien. Il travaille à une édition critique des œuvres d’Avicenne et dénonce des erreurs de traduction dans la première édition imprimée (Venise, 1469)  de la Naturalis historia de Pline l'Ancien. Léonicène est un pionnier de la traduction en latin des écrits des Anciens : il se fit une spécialité des textes de médecine, notamment ceux de Galien et d’Hippocrate, qu’il restitua à partir des manuscrits en grec ancien et en arabe : au XVe siècle, les cours de médecine étaient indissociables de la connaissance et de l'interprétation des Anciens. C'est pourquoi l'enseignement de la médecine et l'exégèse des textes du passé allaient de pair. En tant que grammairien, Léonicène publia un De octo partibus orationis et un Libellus de Arte metrica. Ces deux chefs-d'œuvre didactiques sont aussi aujourd'hui de précieux incunables. Léonicène fut également le premier auteur à publier une description clinique de la syphilis (1497). Enfin, il traduisit les Harmoniæ de Ptolémée à la demande de Gaffurio.
Par la suite, il exerça encore la charge de professeur à Venise (1508), Ferrare (1509), Paris (1514), et Pavie (1519).

De Plinii, & plurium aliorum medicorum in medicina erroribus opus primum (BEIC).
Galeni Ars medicinalis Nicolao Leoniceno interprete, 1537.